# Транзитивне замикання

На вході маємо граф, а на виході його транзитивне замикання.

Транзитивне замикання бінарного відношення {\displaystyle R} на множині {\displaystyle X} — це найменше транзитивне відношення на множині {\displaystyle X}, що включає {\displaystyle R}.
«Найменше транзитивне відношення» визначається за допомогою відношення включення.
Це можливо, позаяк відношення само є множиною (а саме підмножиною декартового квадрата множини {\displaystyle X}). Тому, якщо R1 ⊂ R2, тоді R1 вважатимемо меншим за R2.

## Приклади
- Якщо {\displaystyle X} — це множина людей (живих або мертвих), і {\displaystyle R} — відношення «є батьком або матір'ю», тоді транзитивним замиканням {\displaystyle R} є відношення «є предком». Якщо {\displaystyle X} — це множина аеропортів, а {\displaystyle xRy} еквівалентне «існує рейс від {\displaystyle x} до {\displaystyle y}», і транзитивне замикання {\displaystyle R} дорівнює {\displaystyle P}, тоді {\displaystyle xPy} еквівалентне «можливо долетіти з {\displaystyle x} до {\displaystyle y} літаком» (хоча, можливо, з пересадками).

## Приклад
A = {Болт, Гайка, Двигун, Автомобіль, Колесо, Вісь}
причому деякі з деталей і конструкцій можуть використовуватися при складанні інших конструкцій. Взаємозв'язок деталей описується відношенням R («безпосередньо використовується в») і складається з наступних кортежів:
| Конструкція | Де використовується |
| ----------- | ------------------- |
| Болт        | Двигун              |
| Болт        | Колесо              |
| Гайка       | Двигун              |
| Гайка       | Колесо              |
| Двигун      | Автомобіль          |
| Колесо      | Автомобіль          |
| Вісь        | Колесо              |

Таблиця 1. Відношення R.

Транзитивне замикання складається з кортежів (додані кортежі позначені жирним):
| Конструкція | Де використовується |
| ----------- | ------------------- |
| Болт        | Двигун              |
| Болт        | Колесо              |
| Гайка       | Двигун              |
| Гайка       | Колесо              |
| Двигун      | Автомобіль          |
| Колесо      | Автомобіль          |
| Вісь        | Колесо              |
| Болт        | Автомобіль          |
| Гайка       | Автомобіль          |
| Вісь        | Автомобіль          |

Таблиця 2. Транзитивне замикання відношення R.
Очевидний сенс замикання R полягає в описі включення деталей не тільки безпосередньо одне в одного, а й через використання їх у проміжних деталях, наприклад, болт використовується в автомобілі, так як він використовується в двигуні, а двигун використовується в автомобілі.

## Транзитивне замкнення

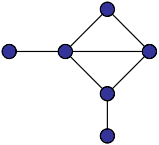
Граф зі шістьма вершинами та сімома ребрами

(Теорія)
Нехай {\displaystyle G(V,E)} – орієнтований граф, {\displaystyle A} – його матриця суміжності. 
Означення.
Шляхом з вершини {\displaystyle v_{1}} до вершини {\displaystyle v_{k}} у графі {\displaystyle G} називається послідовність ребер {\displaystyle (v_{1},v_{2}),(v_{2},v_{3}),(v_{3},v_{4}),...,(v_{k-1},v_{k})}, кожне з яких належить {\displaystyle E}. Довжиною шляху називається кількість задіяних в ньому ребер. Шлях називається простим, якщо в ньому жодна вершина не проходиться двічі (за винятком можливо першої та останньої вершини). Циклом називається простий шлях, який починається та закінчується в одній і тій же вершині. Граф,що не містить циклів, називається ациклічним.
Означення.
Булева матриця
{\displaystyle C}, в якій {\displaystyle C[i,j]=1} тоді і тільки тоді коли існує шлях з вершини і до вершини {\displaystyle j}, називається транзитивним замиканням матриці суміжності {\displaystyle A}.
Транзитивне замикання можна обчислити за допомогою  алгоритму Флойда, застосувавши на {\displaystyle k}-тій ітерації наступну формулу до булевої матриці {\displaystyle C:}
{\displaystyle C_{k}[i,j]=C_{k-1}[i,j]orC_{k-1}[i,k]andC_{k-1}[k,j])}
Ця формула встановлює існування шляху від {\displaystyle i} до {\displaystyle j}, який проходить через вершини з номерами не більшими за {\displaystyle k}, лише в наступних випадках:
- Вже існує шлях від {\displaystyle i} до {\displaystyle j}, який проходить через вершини з номерами не більшими за {\displaystyle _{k-1}}.
- Існує шлях від {\displaystyle i} до {\displaystyle _{k}}, який проходить через вершини з номерами не більшими за {\displaystyle _{k-1}} та шлях від {\displaystyle _{k}} до {\displaystyle j}, який також проходить через вершини з номерами не більшими за {\displaystyle _{k-1}}.

Алгоритм обчислення транзитивного замикання ще до Флойда розробив Уоршелл, тому наведений далі алгоритм називається алгоритмом Уоршелла.
```
     procedure Warshall;
         begin
            var i, j, k: integer;
               
for
 k = 1 
to
 n
                
for
 i = 1 
to
 n
                  
for
 j = 1 
to
 n
                    W[i][j] = W[i][j] 
or
 (W[i][k] 
and
 W[k][j])
         end;
```

Приклад. Запустимо алгоритм Уоршелла на графі, поданому на рисунку 1. Матриця суміжності A та матриця транзитивного замикання C мають вид:

{\displaystyle A=}{\displaystyle {\begin{bmatrix}0&1&0&0&0&0\\0&0&0&0&0&0\\1&0&0&0&1&0\\0&1&0&0&0&0\\0&0&0&0&0&1\\0&0&0&1&0&0\\\end{bmatrix}}} {\displaystyle ,C=} {\displaystyle {\begin{bmatrix}0&1&0&0&0&0\\0&0&0&0&0&0\\1&1&0&1&1&1\\0&1&0&0&0&0\\0&1&0&1&0&1\\0&1&0&1&0&0\\\end{bmatrix}}}
Розглянемо матрицю суміжності  {\displaystyle A} графу {\displaystyle G} як булеву матрицю, в якій {\displaystyle A[i,j]=1} якщо існує ребро, яке сполучає вершини {\displaystyle i}  та {\displaystyle j} , та {\displaystyle A{[i,j]}=0} інакше. Вважаємо, що довжини усіх ребер дорівнюють 1. Матриця суміжності містить інформацію про шляхи довжини 1 між вершинами графу. Матриця  {\displaystyle A} * {\displaystyle A} = {\displaystyle A^{2}} містить інформацію про наявність шляхів довжини 2. І взагалі,  {\displaystyle A^{n}[i,j]=1} якщо існує шлях між вершинами {\displaystyle i} та {\displaystyle j} довжини {\displaystyle n}. Якщо такого шляху не існує, то {\displaystyle A^{n}{[i,j]}=0}. Транзитивне замикання матриці суміжності {\displaystyle A=} визначається як логічна операція or матриць {\displaystyle A^{i}}, {\displaystyle i=1},{\displaystyle n}, де {\displaystyle n} – розмір матриці {\displaystyle A} :
```
Closure

  

    

      

        
(

        
A

        
)

      

    

    
{\displaystyle (A)}

  

  = 

  

    

      

        

          
A

          

            
1

          

        

        
o

        
r

        

          
A

          

            
2

          

        

        
o

        
r

        

          
A

          

            
3

          

        

        
o

        
r

        
.

        
.

        
.

        
o

        
r

        

          
A

          

            
n

          

        

      

    

    
{\displaystyle A^{1}orA^{2}orA^{3}or...orA^{n}}

  

. 
```

Матриці суміжності {\displaystyle A} та транзитивного замикання {\displaystyle C} із прикладу пов’язані рівністю:
{\displaystyle C=A^{1}orA^{2}orA^{3}orA^{4}orA^{5}orA^{6}}